# Than nâu

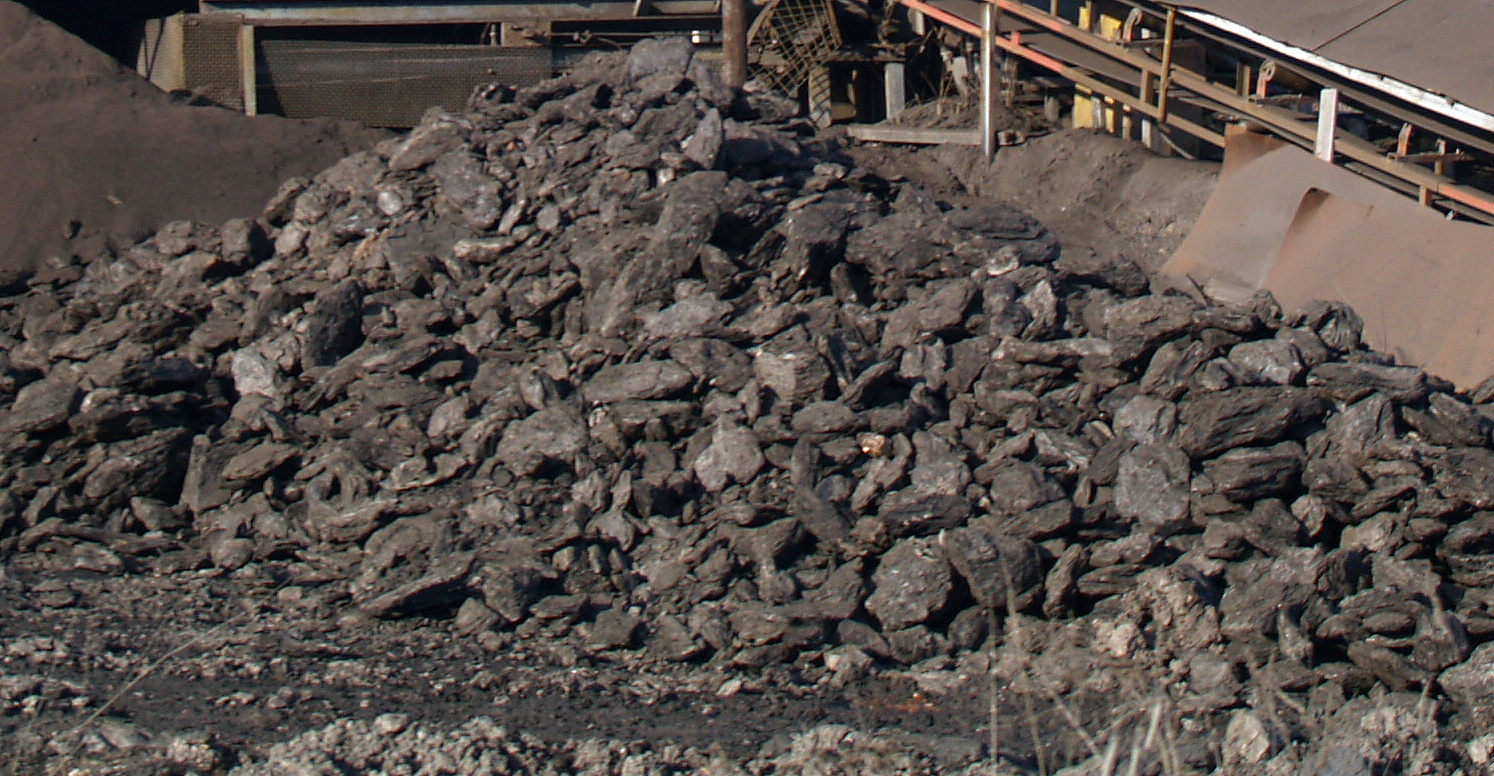
Than nâu

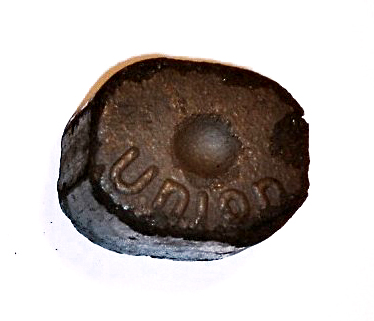
Than nâu đóng bánh.

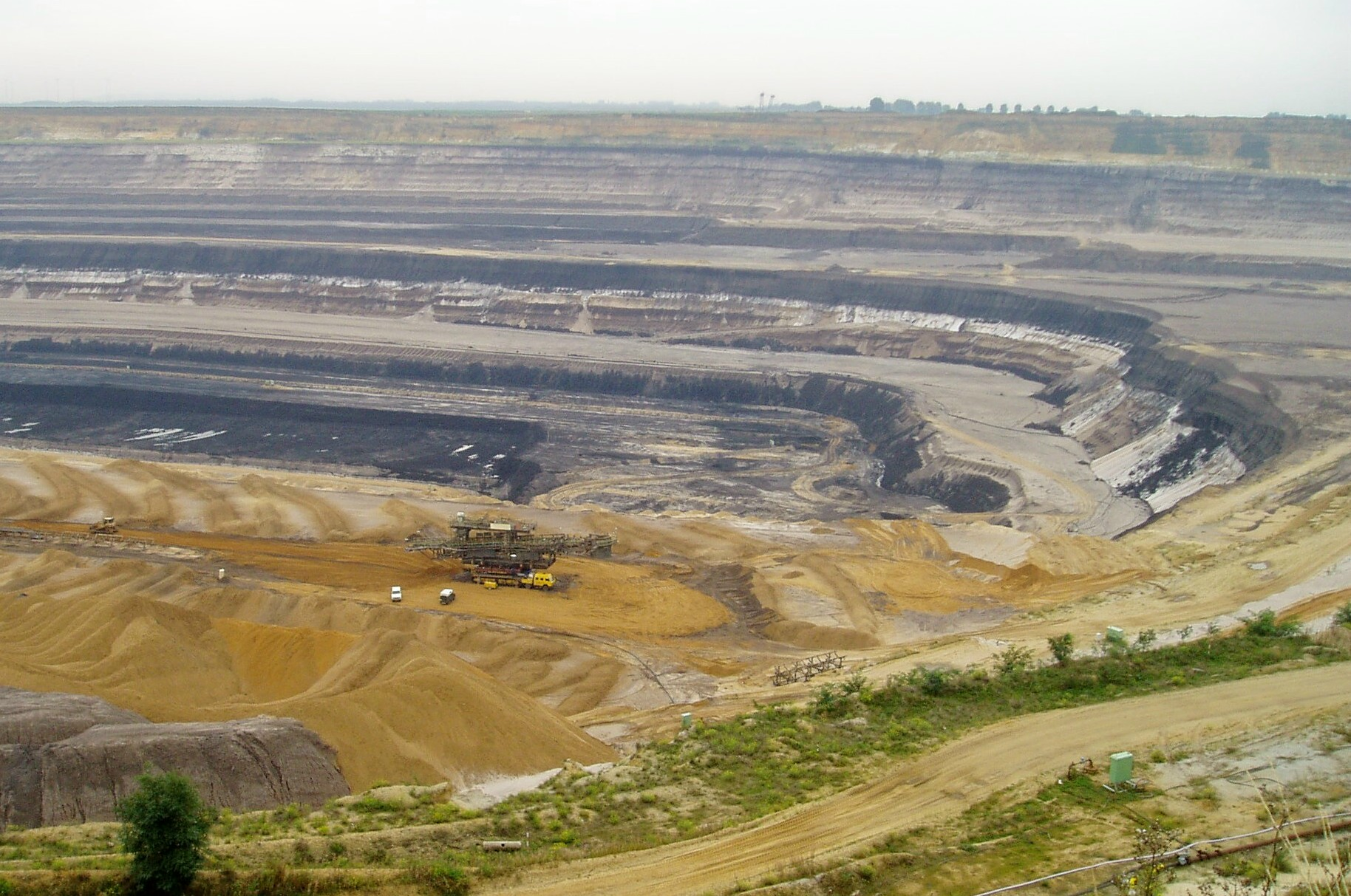
Khai thác than nâu lộ thiên ở Tagebau Garzweiler gần Grevenbroich, Đức

Than nâu hay còn gọi là than non là loại đá trầm tích có màu nâu có thể đốt cháy được, chúng được thành tạo từ quá trình nén cố kết than bùn một cách tự nhiên. Nó được xem là loại than đá có hạng thấp nhất do mức độ sinh hiện tương đối thấp của nó. Than này được khai thác ở Bulgaria, Kosovo, Hy Lạp, Đức, Ba Lan, Serbia, Nga, Thổ Nhĩ Kỳ, Hoa Kỳ, Canada, Ấn Độ, Úc và nhiều nơi khác ở châu Âu và nó được dùng chủ yếu phát nhiệt điện. 25,7% lượng điện của Đức từ các nhà máy than nâu, trong khi ở Hy Lạp, than nâu cung cấp khoảng 50% nhu cầu điện.

## Đặc điểm
Than nâu có hàm lượng cacbon khoảng 25-35%, độ ẩm cao khoảng 66%, và hàm lượng tro dao động từ 6% đến 19% so với than bitum là 6% đến 12%.
Suất sinh nhiệt của than nâu trong khoảng 10 – 20 MJ/kg khi ẩm. Năng lượng than nâu được tiêu thụ ở Hoa Kỳ trung bình 15 MJ/kg, ở Victoria, Úc trung bình 8.4 MJ/kg.

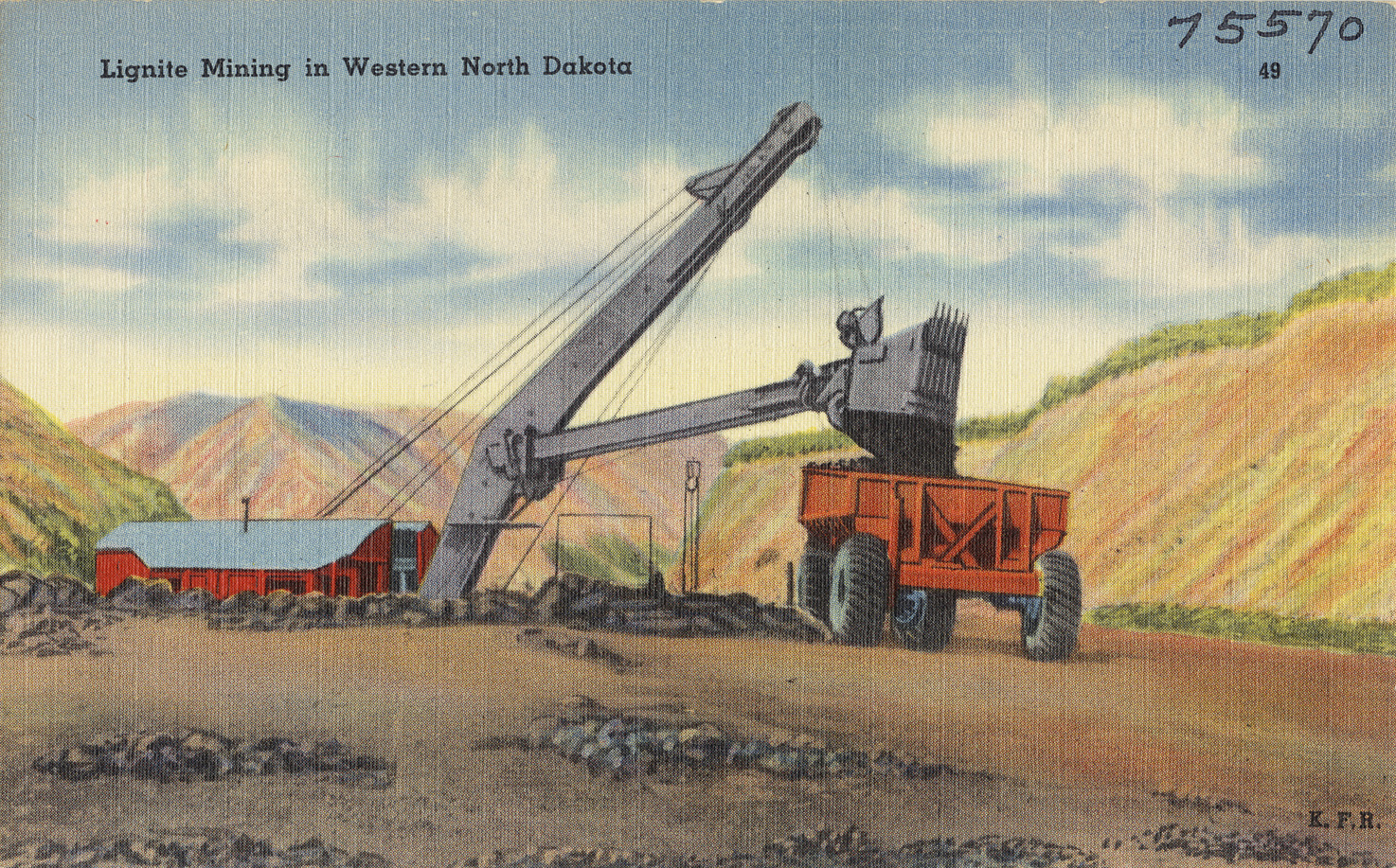
Khai thác than nâu ở Tây Bắc Dakota, vào khoảng 1945

Than nâu có hàm lượng vật chất dễ bay hơi cao nên nó dễ dàng chuyển sang các sản phẩm dạng khí và lỏng so với các loại than đá cao cấp khác. Tuy nhiên, do độ ẩm cao và nhạy cháy có thể gây ra các rủi ro trong vận chuyển và lưu trữ. Hiện được biết có quy trình hiệu quả loại bỏ độ ẩm bên trong cấu trúc của than nâu sẽ loại bỏ được rủy ro tự cháy so với than đá đen, sẽ chuyển đổi giá trị calori của than nâu thành giá trị nhiên liệu than đen quy đổi trong khi việc giảm đáng kể sự phát thải than nâu được hóa rắn tới mức tương tự hoặc tốt hơn than đen.

## Sử dụng
Do sinh năng lượng thấp và có độ ẩm cao, than nâu không có hiệu quả khi buôn bán trên thị trường quốc tế so với than cấp độ cao hơn. Nó thường được đốt trong các nhà máy nhiệt điện gần khu mỏ, như trong thung lũng Latrobe (Úc) và nhà máy Monticello của Luminant ở Texas. Do độ ẩm cao, lượng phát thải cacbon dioxide từ các nhà máy đốt than nâu truyền thống thường cao hơn nhiều so với than đen, lượng phát thải cao nhất trên thế giới là nhà máy điện Hazelwood, Victoria. Việc vận hành các nhà máy chạy than nâu truyền thống, đặc biệt là kết hợp với khai thác theo dãi, có thể có nhiều vấn đề về môi trường cần phải quan tâm.

## Địa chất
Than nâu bắt đầu tích tụ từ sự phân rã từng phần của thực vật, hoặc than bùn. Bị chôn vùi bên dưới các trầm tích khác làm cho nhiệt độ tăng, tùy thuộc vào gradient nhiệt độ và điều kiện kiến tạo và sự gia tăng áp suất. Các yếu tố này làm cố kết vật liệu và làm chúng mất nước và vật chất bay hơn (cơ bản là metan và cacbon dioxide). Quá trình này được gọi là sự hóa than, làm tăng hàm lượng cacbon, và lượng nhiệt của vật chất. Khi bị chôn vùi sâu hơn và trải qua thời gian lâu dài làm độ ẩm và chất bay hơi càng giảm, thậm chí có thể chuyển thành loại than đá cao cấp hơn như than bitum hoặc than anthracit.
Các mỏ than nâu tất nhiên có tuổi trẻ hơn than đá, chúng được hình thành vào khoảng Đệ tam.

## Tài nguyên
Thung lũng ở bang Victoria, Úc chứa trữ lượng dự báo vào khoảng 65 tỉ tấn than nâu. Mỏ này tương đương 25% trữ lượng than nâu trên thế giới đã được biết đến. Vỉa than dày đến 100m, với nhiều vỉa than hầu như phát triển liên tục với bề dày than nâu lên đến 230 m. Các vỉa than bị phủ bởi lớp phủ rất mỏng (10 đến 20 m).

## Sản lượng
| Quốc gia             | 1970  | 1980    | 1990    | 2000  | 2001   | 2010  |
| -------------------- | ----- | ------- | ------- | ----- | ------ | ----- |
| Đức                  | 369,3 | 388,0   | 356,5   | 167,7 | 175,4  | 169   |
| Indonesia            | ?     | ?       | ?       | ?     | ?      | 163   |
| Liên Xô              | 127,0 | 141,0   | 137,3   | —     | —      | —     |
| Nga                  | —     | —       | —       | 86,4  | 83,2   | 76    |
| Thổ Nhĩ Kỳ           | 4,4   | 15,0    | 43,8    | 63,0  | 57,2   | 69    |
| Australia            | 24,2  | 32,9    | 46,0    | 65,0  | 67,8   | 67    |
| Hoa Kỳ               | 5,4   | 42,3    | 82,6    | 83,5  | 80,5   | 65    |
| Hy Lạp               | 8,1   | 23,2    | 51,7    | 63,3  | 67,0   | 56    |
| Ba Lan               | 32,8  | 36,9    | 67,6    | 61,3  | 59,5   | 56    |
| Tiệp Khắc            | 67,0  | 87,0    | 71,0    | —     | —      | —     |
| Cộng hòa Séc         | —     | —       | —       | 50,1  | 50,7   | 44    |
| Nam Tư               | 26,0  | 43,0    | 60,0    | —     | —      | —     |
| Serbia và Montenegro | —     | —       | —       | 35,5  | 35,5   | —     |
| Serbia               | —     | —       | —       | —     | —      | 37    |
| Trung Quốc           | 13,0  | 22,0    | 38,0    | 40,0  | 47,0   | ?     |
| Romania              | 14,1  | 27,1    | 33,5    | 17,9  | 29,8   | ?     |
| Bắc Triều Tiên       | 5,7   | 10,0    | 10,0    | 26,0  | 26,5   | ?     |
| Ấn Độ                | ?     | ?       | ?       | ?     | 22,121 | ?     |
| Tổng                 | 804,0 | 1.028,0 | 1.214,0 | 877,4 | 894,8  | 1.042 |

- ? – không có dữ liệu
- — – quốc gia chưa có hoặc không còn tồn tại